# Nissan Motors
Nissan Motor Company, Ltd. (jap. 日産自動車株式会社; Nissan Jidōsha Kabushiki-gaisha) (TYO: 7201), poznatiji kao Nissan je japanski multinacionalni proizvođač automobila. Nissan Motor Company prije je bio član Nissan grupacije, ali je postao samostalan nakon rekonstrukcije u vrijeme kada je predsjednik kompanije postao Carlos Ghosn.
Izgovaranje imena Nissan je različito ovisno o tržištu. Tako se ime Nissan drugačije izgovara u SAD-u, Velikoj Britaniji ili Japanu.
U prošlosti je Nissan prodavao svoje automobile pod nazivom Datsun te je jedan od najvećih proizvođača automobila. Od kolovoza 2009. sjedište tvrtke se nalazi u Nishi-ku, Yokohama, Japan. 1999. Nissan ulazi u alijansu s francuskim Renaultom koji posjeduje 44,4 % japanske tvrtke, dok Nissan posjeduje 15 % dionica Renaulta od 2008.
Nissan je po proizvodnji treći japanski i azijski proizvođač automobila, te ga se u tom kontekstu spominje kao članom "Velike trojice". Također, sam proizvođač proizvodi i luksuzne automobile pod brandom Infiniti.
Nissanovi VQ motori, motori V6 konfiguracije, već se 14 uzastopnih godina nalaze na Wardovoj ljestvici 10 najboljih motora.

## Povijest

### Počeci s imenom Datsun od 1914.
Tvrtka Nissan, u početku se predstavljala pod brandom DAT. Samo ime DAT nastalo je kao akronim prezimena osnivača samoga Nissana i to:
- Kenjiro Den (jap. 田 健次郎; Den Kenjirō),
- Rokuro Aoyama (青山 禄朗; Aoyama Rokurō) i
- Meitaro Takeuchi (竹内 明太郎; Takeuchi Meitarō).

Ime tvrtke je 1918. preimenovano u Kwaishinsha Motorcar Co., dok je 1925. tvrtka ponovo preimenovana, i to u DAT Motorcar Co. Tako DAT Motorcar osim proizvodnje automobila, započinje i s proizvodnjom kamiona. Uskoro proizvodnja kamiona postaje glavna u industriji zbog gotovo nepostojanja potrošačkog tržišta za osobne automobile u to vrijeme. Počevši od 1918., proizvodnja kamiona namijenjena je vojnom tržištu. Zbog niske potražnje na vojnom tržištu tijekom 1920-ih, DAT se 1926. spaja s Jitsuyo Motors, drugim najvećim proizvođačem kamiona u Japanu.
1926. DAT Motors iz Tokija spaja se s tvrtkom iz Osake - Jitsuyo Jidosha Co., Ltd. (実用自動車製造株式会社; Jitsuyō Jidōsha Seizō Kabushiki-Gaisha) odnosno Jitsuyo Motors. Rezultat tog spajanja je novonastala tvrtka DAT Automobile Manufacturing Co., Ltd. (jap. ダット自動車製造株式会社; Datto Jidōsha Seizō Kabushiki-Gaisha).
1931. DAT na tržište izbacuje mali automobil, prvi Datson. Ime tog automobila u prijevodu s engleskog značilo bi "DAT-ov sin" (Son of DAT). Kasnije, tijekom 1933. Nissan preuzima kontrolu nad DAT Motorsom, te je posljednji slog riječi Datson - slog SON, promijenjen u slog SUN. Razlog toga je što riječ "son" na japanskom jeziku znači gubitak (jap. 損). Iz toga proizlazi novo ime tvrtke "Datsun" (jap. ダットサン; Dattosan).
1933. dolazi do još jedne promjene imena, i to u - Jidosha-Seizo Co., Ltd. (jap. 自動車製造株式会社; Jidōsha Seizō Kabushiki-Gaisha; Automobile Manufacturing Co., Ltd.) te je sjedište tvrtke preseljeno u Yokohami.

### Prva upotreba naziva Nissan 1930-ih
Yoshisuke Aikawa je 1928. godine osnovao holding kompaniju Nippon Sangyo (Nipponska industrija). Naziv Nissan nastao je tijekom 1930-ih kao kratica tvrtke Nippon Sangyo na tokijskoj burzi. Tijekom tog vremena Nissan se bavio poslovima vezanim uz ljevaonicu te proizvodnju automobilskih dijelova. Tek 1933. Nissan odlukom prvog predsjednika tvrtke, Yoshisukea Aikawe započinje s proizvodnjom automobila.
Nissan uskoro raste te u konačnici uključuje 74 tvrtki, te tijekom II. svjetskog rata veličinom postaje 4. tvrtka u Japanu.
1931. Aikawa kupuje kontrolni paket dionica DAT Motorsa, te 1933. spaja odjel tvrtke Tobata Casting zadužen za proizvodnju automobilskih dijelova, s DAT motorsom. Budući da je Tobata Casting bio Nissanova tvrtka, Nissan započinje s proizvodnjom automobila.

### Osnivanje tvrtke kao Nissan Motors 1934.
1934. Yoshisuke Aikawa je razdvojio Tobata Casting te ga registrirao kao novu podružnicu koju je nazvao Nissan Motors (Nissan). Dioničari nove tvrtke Nissan Motor Co., Ltd. (jap. 日産自動車) nisu bili oduševljeni perspektivom automobilske industrije u Japanu te je zbog toga Aikawa kupio sve dionice Tobata Castinga u lipnju 1934. Kako bi kupio te dionice, koristio je kapital Nippon Industriesa. Od tada je Nissan Motors postao vlasništvo Nissan Grupe.
Nissan je proizvodio kamione, avione i motore za potrebe japanske vojske. Glavno postrojenje tvrtke je preseljeno u Kinu nakon japanske okupacije zemlje u 2. svjetskom ratu. Tamo su se proizvodili motori za japansku vojsku sve dok tvornicu nisu zarobile američke i ruske snage.
Od 1947. do 1948. tvrtka se zvala Nissan Heavy Industries Corp.

### Nissanova rana suradnja sa SAD-om
U DAT Motorsu je kao glavni dizajner radio Amerikanac William R. Gorham. To je inspiriralo predsjednika Aikiwu da 1908. posjeti Detroit, što je veoma utjecalo na budućnost Nissana. Tako su iz SAD-a uvezeni strojevi te dokumentacija o dizajnu automobila i motora. Velik dio tehnologije je doveden iz američke tvornice Graham, a Nissan je imao njihovu licencu na temelju koje su proizvedeni kamioni. Strojeve je u Japan uvozio Mitsubishi na Nissanovo ime. Tako je u Yokohami otvorena prva tvornica u kojoj su se proizvodili Nissanovi automobili.

### Širenje na inozemno tržište
Nissan se 1950. godine odlučio proširiti na svjetsko tržište. Tvrtka je namjeravala kroz Datsunove male automobile zadovoljiti potrebe na australskom i američkom tržištu. Automobili su inozemnoj javnosti prvi puta predstavljeni 1959. godine na auto showu u Los Angelesu. Te godine Nissan je prodao nekoliko automobila u SAD-u. Iste godine tamo je osnovana podružnica Nissan Motor Corporation U.S.A. na čelu s Yutakom Katayamom. Nissan je nastavio s poboljšavanjem vlastitih limuzina kroz najnovije tehnološke karakteristike i talijanski stil sportskih automobila. Primjer toga bili su Datsun Fairlady, Nissan Bluebird (koji se istaknuo pobjedama na auto utrkama), Datsun 510 i Datsun 240Z. Tvrtka je 1970. postala jedan od najvećih svjetskih izvoznika automobila.
Tijekom naftne krize 1973. godine, korisnici automobila (posebice oni na unosnom američkom tržištu) počeli su u velikom broju koristiti automobile visoke kvalitete iz klase malih automobila. Kako bi zadovoljio sve veću potražnju, Nissan je izgradio nove tvornice u Australiji, Južnoafričkoj Republici, Meksiku i Tajvanu.
Zbog tzv. "pilećeg poreza" iz 1964. godine, u Americi je uveden 25%-tni porez na uvozne automobile. Zbog toga su Nissan, Honda i Toyota početkom 1980-ih započeli s izgradnjom vlastitih postrojenja u SAD-u.
Nissan je najprije u mjestu Smyrna u saveznoj državi Tennessee izgradio tvornicu za proizvodnju kamiona kao što su Datsun 720 i Nissan Hardbody. S vremenom je proizvodna linija proširena i na proizvodnju nekoliko modela automobila i SUV-ova, uključujući modele Altima, Maxima, Xterra i Pathfinder. 
U istoj američkoj saveznoj državi, u gradu Decherdu, Nissan je otvorio tvornicu za proizvodnju motora. Nedugo potom otvoren je treći Nissanov pogon u SAD-u (Canton, Mississippi) koji se bavio proizvodnjom vozila.
U cilju "nadmudrivanja" izvoznih carina i troškova dostave na europskom tržištu, Nissan je razmotrio otvaranje pogona u Europi. Nakon opsežne analize odabran je Sunderland na sjeveroistoku Engleske zbog dostupnosti lokalnoj visoko kvalificiranoj radnoj snazi i položaju grada u blizini glavne luke. Tvornica je dovršena 1986. godine kao Nissan Motor Manufacturing (UK) Ltd. To je postalo jedno od najproduktivnijih automobilskih postrojenja u Europi s godišnjom proizvodnjom od 400.000 vozila.
Nissanovi modeli Note i Qashqai proizvode se u njegovom britanskom pogonu u Sunderlandu. 9. siječnja 2009. najavljeno je otpuštanje 1.200 radnika iz tog pogona a razlog je bio globalna recesija koja je uzrokovala pad prodaje automobila na tržištu.
Financijske poteškoće u Australiji tijekom kasnih 1980-ih rezultirale su prestankom Nissanove proizvodnje na tom kontinentu.
1998. godine Nissan je najavio da prodaje jednu od svojih upravnih zgrada grupaciji Mori Group za 107,8 milijuna USD.
2005. godine tvrtka započinje s poslovnim operacijama u Indiji putem vlastite podružnice Nissan Motors India. Sa svojim globalnim partnerom Renaultom, Nissan je uložio 920 milijuna USD u izgradnju proizvodnih pogona u Chennaiju. Cilj tih pogona je proizvodnja vozila za indijsko tržište ali je i baza za izvoz malih automobila u Europu.
Nissan je na temelju joint venture udruženja s Dongfeng Motorom prodao oko 520.000 novih vozila u Kini tijekom 2009. godine. Cilj tvrtke je tijekom tri ili četiri godine povećati prodaju na 1 milijun vozila. Kako bi se ostvario taj cilj, Dongfeng-Nissan je proširio svoja postrojenja i na kineski grad Guangzhou u kojem će biti najveća Nissanova tvornica na Svijetu.

## Novija povijest tvrtke
Nissan je 1996. počeo s razvojem vozila s gorivim ćelijama, dok su 2002. Toyota i Nissan počeli sa zajedničkom suradnjom u hibridnoj tehnologiji. Dvije godine kasnije Nissan je razvio hibridni prototip Altima.
17. svibnja 2006. Nissan je u Japanu predstavio Atlas 20, hibridni kamion. Pod nazivom Cabstar predstavljen je na auto showu u Hannoveru.
30. lipnja 2006. General Motors je sazvao hitan sastanak odbora kako bi se razmotrio prijedlog dioničara Kirka Kerkoriana da se formira savez između GM-a i alijanse Renault-Nissan. 4. listopada 2006. GM i Nissan su prekinuli pregovore zbog prevelikog jaza između Nissanove naknade General Motorsu.
23. veljače 2008. indijska savezna država Tamil Nadu je potpisala memorandum o razumijevanju (eng. Memorandum of understanding - MoU) s automobilskim konzorcijem Mahindra-Renault-Nissan o izgradnji proizvodnog pogona u Chennaiju. Početno ulaganje je obuhvaćalo proizvodnju automobila, komunalnih vozila i rezervnih dijelova te gotovo 50.000 traktora svake godine. Smatra se da će se tim projektom otvoriti 41.000 radnih mjesta.
U kolovozu 2009. sjedište tvrtke je preseljeno iz Tokija natrag u Yokohamu.
2010. Nissan je objavio da vlastitu hibridnu tehnologiju više ne temelji na Toyoti. Nissanova hibridna tehnologija je u odnosu na Toyotinu manje kompliciranija te više učinkovitija.

### Povlačenje vozila
2. ožujka 2010. Nissan je najavio povlačenje 540.000 vozila zbog greške na pedalama kočnice i gasa. Problem s papučicom kočnice se odnosio na 179.000 vozila u SAD-u te oko 26.000 na Bliskom istoku, Kanadi, Rusiji i nekoliko drugih zemalja.
Između 2008. i 2010. povučena su pickup vozila Nissan Titan te SUV-ovi Infiniti QX56 i Nissan Armada dok su Minivanovi Nissan Quest povučeni su između 2008. i 2009. Od ostalih modela koji su znali biti povučeni bili su i Frontier, Pathfinder i Xterra. Puvučeni su zbog opasnosti u električnim relejima smještenim u modulima kontrole motora vozila. Zbog grešaka na automobilima, Nissan je diljem svijeta morao povući 2,2 miljuna vozila.

### Utjecaj na okoliš
Prije najave Nissan Leafa, Nissan Motors nije proizveo automobil koji bi imao značajniji manji utjecaj na okoliš od konkurencije. Zbog toga tvrtka to namjerava promijeniti u budućnosti kroz naglasak na razvoj, proizvodnju i prodaju električnih automobila. Stoga Nissan nastoji na američkom tržištu započeti s prodajom električnih automobila od prosinca 2010. Tvrtka tvrdi da njen model Nissan Leaf može postići max. brzinu od 140 km/h (90 mph) te može prijeći 100 milja po jednom punjenju. Predviđeno je da je za punjenje automobila u potpunosti potrebno osam sati, dok automobil koristi litij-ionsku bateriju. Vozilo je namijenjeno za kratke udaljenosti te nije namijenjeno kao zamjena za tradicionalne automobile za duga putovanja.
Nissan je na temelju analize troškova odlučio da razvije 100% električne automobile a ne brza vozila koja koriste etanol ili biogorivo. 12. svibnja 2009. Nissan je objavio da će svoja električna vozila proizvoditi u svojoj tvornici Oppama u Yokosukai, Kanagawa. Baterije za ta vozila proizvodit će Automotive Energy Supply Corporation, joint venture tvrka u vlasništvu Nissan Motorsa (51%), NEC Corporation (42%) i NEC TOKIN Corporation (7%).

## Suradnja s drugim auto industrijama

### Austin Motor Company
Kao Hino i Isuzu, i Nissan je u Europi otvorio vlastitu podružnicu kako bi si omogućio pristup europskom dizajnu automobila i motora. Nissan je kao partnera odabrao Austin Motor Company iz Velike Britanije. Nissan je 1930. započeo s proizvodnjom modela Austin 7 iako je u to vrijeme bilo rasprava o legitimnosti njihove licence.
1952. godine Nissan je potpisao pravni ugovor s Austinom na temelju kojeg je Nissan na temelju gotovih uvoznih dijelova sastavio 2.000 Austinovih automobila koje je u Japanu prodavao pod Austinovim znakom. Sporazumom je dogovoreno da će Nissan kod kuće proizvoditi sve Austinove dijelove u roku od tri godine. Tako je Nissan proizvodio i prodavao Austinove automobile sedam godina. Ugovorom je Nissanu omogućeno da koristi Austinove patente, a Nissan ih je upotrebljavao u razvoju vlastitih motora u svojoj automobilskoj liniji Datsun. 1953. godine Austinovi automobili su se teško prodavali zbog velike cijene zbog čega se već 1955. Austin A50 u potpunosti proizvodio u Nissanovom pogonu te je imao nešto veće tijelo te novi motor zapremine 1489 ccm3. Nissan je između 1953. i 1959. proizveo 20.855 Austin automobila.
Tvrtka je iskoristila Austinove patente kako bi dodatno razvila vlastiti moderni dizajn motora na temelju Austinovog dizajna automobila iz njegove A i B obitelji. Vrhunac toga bila je Nissanova A serija motora iz 1967. Iste godine Nissan je predstavio svoj novi napredni L motor s četiri cilindra i bregastom osovinom. Motor je dizajnom bio sličan onome od Mercedes-Benza. Ovaj motor se ugrađivao u Datsun 510 kojime je Nissan stekao respekt na svjetskom tržištu limuzina.
1969. godine tvrtka je predstavila sportski automobil Datsun 240Z s motorom od šest cilindara iz L serije. Ovim automobilom Nissan je dodatno potvrdio svoj renome na automobilskom tržištu.

### Spajanje s Prince Motor Company
1966. godine Nissan se spojio s Prince Motor Company te je u to vrijeme predstavio svoje modele Nissan Skyline i Nissan Gloria. Naziv Prince još se uvijek koristi u imenima nekih Nissanovih autosalona u Japanu. Tvrka je 1989. godine na američkom tržištu predstavila novi brand luksuznih automobila pod nazivom Infiniti.

### Suradnja s Ford Motor Company
Godinu dana prije početka Nissanove suradnje s američkim Fordom, na tržište je lansiran Nissan Terrano s 4x4 pogonom te je estetski i mehanički bio identičan Fordu Mavericku. Oba automobila proizvodila su se u Španjolskoj. Iako je proizvodnja Mavericka završila 1998. zbog razočaravajuće prodaje, Nissan Terrano je ostvario veliki prodajni uspjeh te se proizvodio do 2005. Tada ga je zamijenio Nissan Pathfinder.
Od 1993. do 2002. Nissan je bio u partnerstvu s američkim Fordom kroz minivan automobile Mercury Villager i Nissan Quest. Ova dva vozila proizvodila su se s istim dijelovima te su bili gotovo identični osim nekoliko vizualnih razlika. Ford je 2002. prekinuo s proizvodnjom Villagera kako bi stvorio slobodan prostor za nove modele Freestar i Monterey. Nissan je 2004. proizveo novu verziju Questa koji je samostalno dizajniran te nije vezan s Fordovim modelom.

### Alijansa s Renaultom
Nakon što se Nissan 1999. suočio s ozbiljnim financijskim poteškoćama, tvrtka je ušla u alijansu, odnosno poslovno savezništvo s francuskim Renaultom. 27. ožujka 1999. potpisan je sporazum kojim je stvorena Renault-Nissan alijansa, prvi oblik takve vrste suradnje između japanskog i francuskog proizvođača automobila. Iste godine Renault je imenovao Carlosa Ghosna glavnim operativnim direktorom koji je uzeo 22,5% udjela u grupaciji Nissan Diesel. Vjerojatno je zbog toga Nissan iste godine otpustio svoje vodeće menadžere.
Suradnja ovih dviju sutomobilskih tvrtki je evoluirala tijekom godina tako da Renault danas ima 44,3% Nissanovih dionica, a japanski proizvođač 15% dionica Renaulta, koje Nissanu ne daju pravo glasovanja ili zastupnika u odboru Renaulta zbog francuskih zakonskih ograničenja.
Tijekom Ghosnovog upravljanja, donesen je "Nissanov plan preporoda" čime je tvrtka značajno odskočila. Taj odskok mnogi vodeći ekonomisti smatraju jednim od najspektakularnijih korporativnih preokreta u povijesti. 2001. godine tvrtka je pokrenula "Nissan 180", plan kapitalizacije uspjeha Nissanovog plana preporoda. Cilj je bio prodaja milijun vozila, postizanje operativne marže od 8% te 0% dugova. Carlos Ghosn je zbog svojeg uspješnog upravljanja tvrtkom veoma cijenjen u Japanu jer je napravio velik zaokret tvrtke usred bolne japanske gospodarske krize. Zaokret Ghosna i Nissana prikazan je i u japanskim manga stripovima i popularnoj kulturi. Njegova dostignuća u revitalizaciji Nissana omogućila su mu dodjeljivanje japanske medalje časti: "Japanska medalja s plavom vrpcom" 2004. godine, od strane japanske Vlade.
Prvi automobil Renault-Nissan alijanse bio je Nissan Primera uveden 2001. godine, koji s Renault Lagunom iz 2000. dijeli isto podvozje. Nakon toga nastavljena je tehnička suradnja, pa Nissanovi modeli Micra, Note i Versa imaju isti mehanički dizajn kao Renault Clio.
7. travnja 2010. Daimler AG je za 3,9% udjela u Nissanu i Renaultu dao 3,9% udjela u vlastitoj tvrtki. Ovaj trostruki savez omogućuje povećanje razmjene tehnologije i razvojnih troškova, poticanje globalne suradnje i zajednički razvoj. Vjeruje se da je savezništvo s Daimlerom fokusirano na tehnologije vezane uz električne automobile (baterije i elektronika).

## Sudski spor s Nissan Computer Corporation
U prosincu 1999. Nissan je sudski zatražio 10 milijuna USD odštete od predsjednika tvrtke Nissan Computer, Uzija Nissana zbog korištenja njihova imena kao imena svoje tvrtke. Nissan Computer je američka tvrtka koja se bavi prodajom i popravcima računala te internet uslugama.
U prosincu 2002. Nissan Computer je zaprimio nalog o ograničavanju korištenja imena Nissan i domena Nissan.com i Nissan.net koje su posjedovali.
2004. godine u devetoj sudskoj žalbi došlo je došlo je do promjena koje su rezultirale izmjenom nekih ranijih odluka donesenih u korist Nissan Motorsa.
5. veljače 2008. konačnom odlukom je doneseno da Nissan Computer mora podmiriti sve sudske troškove te da ne prevladava odluka niti jedne strane. Odmah nakon donesene presude, Nissan Motors je u ožujku 2008. prijavio logotip tvrtke Nissan Computer. To je protumačeno kao pokušaj automobilske industrije da kroz UDRP dobije internetsku domenu.

## Vodstvo tvrtke
Predsjednici i CEO Nissana kroz povijest:
- 1933. – 1939. Yoshisuke Aikawa
- 1939. – 1942. Masasuke Murakami
- 1942. – 1944. Genshichi Asahara
- 1944. – 1945. Haruto Kudo
- 1945. Takeshi Murayama
- 1945. – 1947. Souji Yamamoto
- 1947. – 1951. Taichi Minoura
- 1951. – 1957. Genshichi Asahara
- 1957. – 1973. Katsuji Kawamata
- 1973. – 1977. Tadahiro Iwakoshi
- 1977. – 1985. Takashi Ishihara
- 1985. – 1992. Yutaka Kume
- 1992. – 1996. Yoshifume Tsuji
- 1996. – 2000. Yoshikazu Hanawa
- 2000. - danas Carlos Ghosn

## Proizvodi

### Automobilska industrija
Nissan je proizveo široku paletu automobila i kamiona, u početku za domaće tržište, dok je tijekom 1950-ih započeo s izvozom diljem svijeta. Tvrtku je tri godine kasnije obilježio veliki štrajk.
Tvrtka je postala poznata kroz sportske automobile kao Datsun Fairlady 1500, 1600 i 2000 Roadster te seriju Z-car, liniju pristupačnih sportskih automobila koji su prvi puta predstavljeni 1969. Tu je i sportski coupe Nissan GT-R.
1985. godine Nissan je stvorio tuning odjel NISMO koji je namijenjen natjecanju i razvoju performansi takvih automobila. Jedan od poznatijih takvih modela bio je Nissan 370Z NISMO.
Do 1982. Nissanovi automobili su se na izvoznim tržištima prodavali pod nazivom Datsun. Od 1989. tvrtka svoje luksuzne modele prodaje na sjevernoameričkom tržištu pod nazivom Infiniti.
Nissan također prodaje malu količinu kei automobila, uglavnom u sklopu joint venturea s drugim japanskim proizvođačima kao što su Mitsubishi i Suzuki. Međutim, Nissan ne razvija te automobile. Tvrtka posebice surađuje u japanskom zajedničkom modelu razvoja automobila s Mazdom, Suzukijem, Subaruom i Isuzu.
Za kinesko tržište Nissan proizvodi automobile u suradnji s industrijom Dongfeng Motor Group s kojom je 2006. proizveo model Nissan Livina Geniss. To je prvi automobil iz obitelji srednjih automobila namijenjen svjetskom tržištu. Automobil je predstavljen na međunarodnom auto showu u kineskom gradu Guangzhou.
SUV model Nissan Qashqai u Južnoj Africi sudjeluje na automobilističkom prvenstvu Qashqai Car Games.
2010. tvrtka je stvorila drugi tuning odjel - IPL, namijenjen luksuznom brandu Infiniti.

#### Nissan Titan
Model Nissan Titan predstavljen je 2004. godine kao veliki pick-up automobil proizveden za sjevernoameričko tržište. Automobil sa SUV automobilima Nissan Armada i Infiniti QX56 dijeli Nissan F-Alpha platformu.
Titan ima ugrađen Nissanov VK56DE V8 motor zapremine 5,6 litara, s 32 ventila i snagom od 317 KS. Nissan Titan dolazi u četiri osnovna modela: XE, SE, Pro-4X i LE. Web stranica Edmunds.com uvrstila ga je na popis najboljih velikih pick-up automobila. Također, automobil je 2004. godine nominiran za nagradu "Najbolji sjevernoamerički pick-up godine".

### Električna vozila
Planirano je da će Nissan 2010. u Europi lansirati električne automobile. Zbog toga je Nissan Motors dovršio razvoj litij-ionskih baterija koristeći litij-nikal-mangan-kobalt oksidne katode. Novi sustav proizvodnje će navodno udvostručiti Nissanov trenutni kapacitet manganskih čelija.
Električni automobil Nissan Leaf se početkom kraja 2010. očekuje u Sjevernoj Americi, Europi i Japanu. Tvrtka je najavila da će se proizvodnja tog automobila odvijati u engleskoj tvornici u Sunderlandu. Pretpostavlja se da će godišnji proizvodni kapacitet tog pogona iznositi 50.000 vozila.

### Ne-automobilska industrija
Nissan je imao proizvodnih pothvata i izvan automobilske industrije. Primjer tome je mobilna telefonska govornica Tu-Ka iz 1994. Taj proizvod je kasnije prodan tvrtkama DDI i Japan Telecom 1999. godine.
Tu je i Nissan Marine, joint venture tvrtka s korporacijom Tohatsu koja proizvodi motore za plovila i ostalu pomorsku opremu. Nissan se bavi i proizvodnjom viličara potrebnih u proizvodnim pogonima, skladištima, lukama i sl.

## Globalna Nissanova prodaja automobila
| Kalendarska godina | Globalna prodaja |
| ------------------ | ---------------- |
| 1998.              | 2.555.962        |
| 1999.              | 2.629.044        |
| 2000.              | 2.632.876        |
| 2001.              | 2.580.757        |
| 2002.              | 2.735.932        |
| 2003.              | 2.968.357        |
| 2004.              | 3.295.830        |
| 2005.              | 3.597.851        |
| 2006.              | 3.477.837        |
| 2007.              | 3.675.574        |
| 2008.              | 3.708.074        |
| 2009.              | 3.358.413        |
| 2010.              | 4.080.588        |
| 2011.              | 4.669.981        |
| 2012.              | 4.940.181        |
| 2013.              | 5.102.979        |

## Proizvodni pogoni
Nissan svoje proizvodne pogone ima diljem svijeta. Ti proizvodni pogoni nalaze se na svim kontinentima svijeta (izuzev Australije) i to u sljedećim zemljama:
- Japan
  - Oppama, Yokosuka, Kanagawa (Oppama Plant & istraživački centar)
  - Kaminokawa, Tochigi (Tochigi Plant)
  - Kanda, Fukuoka (Kyushu Plant & Nissan Shatai Kyushu Plant)[26]
  - Kanagawa-ku, Yokohama, Kanagawa (Yokohama Plant)
  - Iwaki, Fukushima (Iwaki Plant)
  - Hiratsuka, Kanagawa (Nissan Shatai Shonan Plant)
  - Nagoya, Aichi (Aichi Machine Industry Atsuta & Eitoku Plants)
  - Matsusaka, Mie (Aichi Machine Industry Matsusaka Plant)
  - Tsu, Mie (Aichi Machine Industry Tsu Plant)
  - Uji, Kyoto (Auto Works Kyoto)
  - Ageo, Saitama (Nissan Diesel Motor, trenutno u posjedu Volvo Grupe)
  - Samukawa, Kanagawa (Nissan Kohki)
  - Zama, Kanagawa (Zama Plant je zatvoren 1995. te je trenutno Globalni proizvodni inženjerski centar te mjesto za pohranu povijesnih modela)
- Brazil
  - São José dos Pinhais, Paraná
- Egipat
  - 6th of October City, 6th of October Governorate
- Filipini
  - Santa Rosa City, Laguna
- Indija
  - Oragadam, Chennai
- Indonezija
  - Cikampek, zapadna Java
- Iran
  - Karaj, Teheran
- JAR
  - Rosslyn
- Meksiko
  - Aguascalientes, Aguascalientes
  - Cuernavaca, Morelos
- Malezija
  - Segambut, Kuala Lumpur
  - Serendah, Selangor
- Maroko
  - Tanger, Tangier Med port (Renault-Nissanov pogon, trenutno u izgradnji)
- Pakistan
  - Karachi, Sindh
- Rusija
  - Sankt-Peterburg (od 2010. započinje s radom)
- SAD
  - Smyrna, Tennessee
  - Canton, Mississippi
  - Decherd, Tennessee
- Španjolska
  - Barcelona
  - Ávila
- Tajland
  - Bangna, Samutprakarn
- Republika Kina
  - Taipei
- Ujedinjeno Kraljevstvo
  - Sunderland, Tyne & Wear, North East

## Vanjske poveznice
- Službena web stranica tvrtke  Arhivirana inačica izvorne stranice od 7. prosinca 2010. (Wayback Machine)
- Podružnica u Indiji
- Podružnica u SAD-u
- Nissanova komercijalna vozila
- Nissan Leaf  Arhivirana inačica izvorne stranice od 15. rujna 2009. (Wayback Machine)
- Vijesti o Nissanu  Arhivirana inačica izvorne stranice od 24. srpnja 2008. (Wayback Machine)